# 曹志豪 (政治人物)
曹志豪 MPP（？—），加拿大華裔政治人物，2025年起以安大略自由黨黨員身份擔任安大略省議會當河谷北選區議員，並曾於2018年短暫擔任多倫多市議會33號市選區（當河谷東）議員。

## 生平
曹志豪為東吳大學前身存養書院創辦人曹子實之後人，母親家族則於1896年從廣東省遷居加拿大。他於安大略省北約克（現多倫多市一部分）土生土長，從多倫多大學取得文學士學位後再從倫敦政治經濟學院取得理科碩士學位。他曾任安大略省政府政治顧問，以及頤康長者護理中心董事。
他於2018年5月22日獲委任為多倫多市議會33號市選區（當河谷東）議員，接替因競逐同年省選而辭職的高雪莉；他當時為該區居民。他未有於同年10月市選中競逐連任，2019年4月則獲任為多倫多動物園理事。
2020年10月，曹志豪獲取安大略自由黨當河谷北選區候選人資格，2022年省選則敗予尋求連任該區省議員的進步保守黨候選人柯文彬。2025年省選他再度代表自由黨出戰該區，這次則擊敗進步保守黨候選人劉澍和以獨立身份競逐連任的柯文彬而晉身省議會。